# Río Gers
El río Gers es un río de Francia, un afluente por la izquierda del río Garona. Nace en la meseta de Lannemezan, en el departamento de Altos Pirineos y desemboca cerca de Agen (departamento de Lot y Garona). Su longitud es de 175,4 km y su cuenca de 1227 km².
Recorre los departamentos de Altos Pirineos, Gers y Lot y Garona. Las principales ciudades que atraviesa son Auch, Fleurance y Astaffort. Agen está situada en la orilla opuesta del Garona.
Se explota para riego y para agua potable.
- Datos: Q836299
- Multimedia: Gers River / Q836299